# Poucharramet
Poucharramet település Franciaországban, Haute-Garonne megyében. Lakosainak száma 968 fő (2022. január 1.). Poucharramet Cambernard, Bérat, Lherm, Rieumes és Sainte-Foy-de-Peyrolières községekkel határos.

## Népesség
A település népességének változása:
| Lakosok száma | 504  | 621  | 649  | 795  | 844  | 855  | 880  | 935  | 956  | 968  |
|               | 1968 | 1982 | 1990 | 2006 | 2013 | 2015 | 2017 | 2019 | 2020 | 2022 |